# Oecobius affinis
Oecobius affinis är en spindelart som beskrevs av O. Pickard-Cambridge 1872. Oecobius affinis ingår i släktet Oecobius och familjen Oecobiidae. Inga underarter finns listade i Catalogue of Life.